# Opisthacanthus rugiceps
Espèce
Synonymes
- Opisthacanthus fischeri Kraepelin, 1911

Opisthacanthus rugiceps est une espèce de scorpions de la famille des Hormuridae.

## Distribution
Cette espèce se rencontre au Malawi, en Tanzanie et au Kenya.
Sa présence est incertaine en Somalie.

## Description
Le mâle holotype mesure 78 mm.

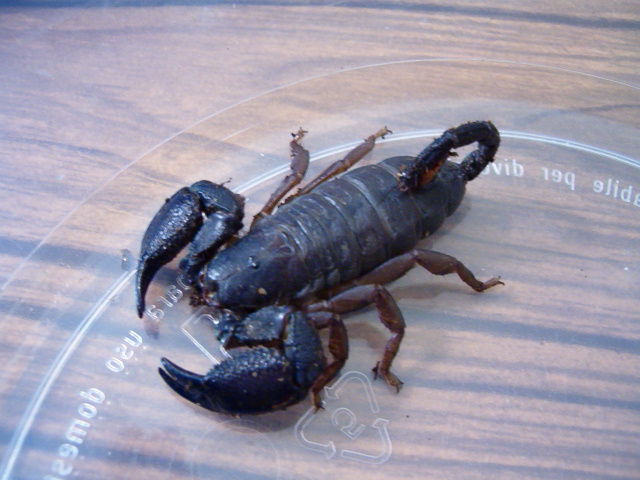
Opisthacanthus rugiceps

Le mâle décrit par Lourenço en 1987 mesure 75 mm et la femelle 80 mm.

## Systématique et taxinomie
Opisthacanthus fischeri a été placée en synonymie par Lourenço en 1987.

## Publication originale
- Pocock, 1897 : Descriptions of two new species of Scorpions from East Africa. Annals and Magazine of Natural History, sér. 6, vol. 19, p. 116-119 (texte intégral).